# Coupe Mitropa 1935
Navigation
Édition précédente Édition suivante
La Coupe Mitropa 1935 est la neuvième édition de la Coupe Mitropa. Elle est disputée par seize clubs provenant de quatre pays européens. La compétition est remportée par le Sparta Prague, qui bat en finale le Ferencvárosi TC, quatre buts à deux.

## Compétition
Les matchs des huitièmes, des quarts, des demies et la finale sont en format aller-retour. 

### Huitièmes-de-finale
| Équipe 1             | Résultat | Équipe 2       | Aller | Retour |
| -------------------- | -------- | -------------- | ----- | ------ |
| Admira Wienne        | 4-9      | Hungária FC    | 3-2   | 1-7    |
| Viktoria Plzeň       | 4-8      | Juventus       | 3-3   | 1-5    |
| First Vienna FC 1894 | 4-6      | Sparta Prague  | 1-1   | 3-5    |
| Újpest FC            | 3-6      | Fiorentina     | 0-2   | 3-4    |
| Rapid Vienne         | 4-5      | SK Zidenice    | 2-2   | 2-3    |
| AS Rome              | 3-9      | Ferencváros TC | 3-1   | 0-8    |
| Szegedi FC           | 2-4      | Slavia Prague  | 1-4   | 1-0    |
| Ambrosiana Inter     | 3-8      | Austria Vienne | 2-5   | 1-3    |

### Quarts-de-finale
| Équipe 1                   | Résultat | Équipe 2       | Aller | Retour |
| -------------------------- | -------- | -------------- | ----- | ------ |
| Hungária FC                | 2-4      | Juventus       | 1-3   | 1-1    |
| Sparta Prague              | 8-4      | Fiorentina     | 7-1   | 1-3    |
| SK Zbrojovka Zidenice Brno | 5-8      | Ferencváros TC | 4-2   | 1-6    |
| Slavia Prague              | 2-2      | Austria Vienne | 1-0   | 1-2    |

#### Match rejoué
| Équipe 1      | Résultat | Équipe 2       |
| ------------- | -------- | -------------- |
| Slavia Prague | 2-5      | Austria Vienne |

### Demi-finales
| Équipe 1       | Résultat | Équipe 2       | Aller | Retour |
| -------------- | -------- | -------------- | ----- | ------ |
| Sparta Prague  | 3-3      | Juventus       | 2-0   | 1-3    |
| Ferencváros TC | 6-5      | Austria Vienne | 4-2   | 2-3    |

#### Match rejoué
| Équipe 1      | Résultat | Équipe 2 |
| ------------- | -------- | -------- |
| Sparta Prague | 5-1      | Juventus |

### Finale
La finale se déroule sur deux matchs : le 8 septembre 1935 et le 12 septembre 1935.
| Équipe 1       | Résultat | Équipe 2      | Aller | Retour |
| -------------- | -------- | ------------- | ----- | ------ |
| Ferencváros TC | 2-4      | Sparta Prague | 2-1   | 0-3    |